# Cyclisme dans les Pyrénées-Orientales
Le cyclisme dans les Pyrénées-Orientales est un enjeu important pour le développement durable. Il est à la fois un moyen de développer et de revaloriser un tourisme qui tient compte de l'environnement, et de construire des infrastructures adaptées créatrices de nouvelles activités liées au vélo. 
Le déplacement à vélo est une alternative non polluante qui contribue au respect et à la mise en valeur de l'environnement. C'est un moyen simple et peu coûteux de se maintenir en forme tout en profitant de l'ensoleillement privilégié des Pyrénées-Orientales.

## Histoire
La revue Véloce-sport : organe de la vélocipédie française publie dès 1889 un parcours de randonnée à vélo entre l'Aude et les Pyrénées-Orientales, allant de Quillan à Caudiès-de-Fenouillèdes. Bien que décrit comme pittoresque, le trajet exige, avec les vélos de l'époque, de descendre fréquemment de selle. 
En 1894, Édouard de Perrodil, déjà connu pour avoir réalisé Paris-Madrid à vélo avec Henri Farman en 1893, établit un nouveau record en reliant Perpignan à Marseille en vingt-trois heures et vingt-trois minutes.
Vingt-cinq arrivées du Tour de France se font à Perpignan entre 1910 et 1938, soit quasiment tous les ans, la ville étant située dans un coin de la carte à une époque où le trajet de cette épreuve cycliste effectuait réellement le tour du pays. Parmi les vainqueurs d'étape à Perpignan à cette époque, on trouve Jean Alavoine (quatre fois), Eugène Archambault, André Leducq, Georges Paulmier ou Charles Pélissier. En comparaison, le Tour de France n'est passé qu'une dizaine de fois dans le département depuis 1947.
La 3e étape du Tour d'Espagne 2017 prend son départ à Prades.

## Réseau des pistes cyclables
En 2008, le réseau départemental était achevé à 25 % et comptait :
- 34 km de Voie verte
- 63 km de pistes cyclables
- 15 km de bandes cyclables
- 70 km de boucles cyclotouristiques jalonnées (sur des routes peu circulées)
- 86 km de Véloroute sur les routes de la direction des routes et transport du Conseil Général des Pyrénées-Orientales

Total: 264 kilomètres.
Les Voies vertes sont des voies de communication en site propre « exclusivement réservées à la circulation des véhicules non motorisés, des piétons et des cavaliers (décret no 2004-998 du 16 septembre 2004) », tandis que les Véloroutes sont des itinéraires cyclables à longue distance sécurisés et jalonnés. 
Encore en développement, le réseau couvrira les 3 vallées du département et le littoral d'ici son achèvement, prévu pour 2012. Il y aura interconnexion au réseau national du Comité interministériel d'aménagement et de compétitivité des territoires et européen REVER Med
- Voie Verte Perpignan/Thuir: De Perpignan à Thuir en passant par Toulouges, Canohes et Ponteilla, longueur de 15,6 km[8].
- Voie Verte de l'Agly: De Rivesaltes au Barcarès pour rejoindre la Vélittorale en passant par Claira, Saint-Laurent-de-la-Salanque et Torreilles[9].
- Voie Verte de la Têt: Tracé en berge de la Têt, de Perpignan à Sainte-Marie-la-Mer, en passant par Bompas et Villelongue-de-la-Salanque, longueur de 10 km[10].

Une partie du réseau est encore en cours d'aménagement:
- Voie Verte du Tech: D'Argelès-sur-Mer à Arles-sur-Tech en passant par Le Boulou, Céret, Amélie-les-Bains[11]. 
  - Comprend aussi un accès secondaire entre Le Boulou et le col des Panissars vers Barcelone, et une interconnexion avec les deux véloroutes.
- la Véloroute Côte Vermeille entre Argelès-sur-Mer et le  col de Banyuls vers Barcelone.
- la Véloroute Vallespir d'Arles-sur-Tech vers le Canigou.
- La Véllitorale: C'est une voie verte qui longe le littoral sur 40 km du Barcarès à Argelès-sur-Mer en passant par Torreilles, Sainte-Marie-la-Mer, Canet-en-Roussillon et Saint-Cyprien et Elne.
  - Comprend aussi un accès sur la Voie Verte de l'Agly entre Le Barcarès et Torreilles et une interconnexion à Argelès-sur-Mer avec la Véloroute de Banyuls-sur-Mer vers Barcelone ou la Voie Verte vers Arles-sur-Tech[12].

La Vélittorale correspond à l’itinéraire no 8 « Mediterranean Route » du projet REVER Med, reliant à terme Athènes à Cadix (5 388 km).

## Le VTT dans les Pyrénées-Orientales
Les Pyrénées-Orientales sont adaptés aux sports extrêmes. Vélo de Randonnée, descente ou cross-country marathon peuvent être pratiqués.

### Côte Vermeille
- - Col de Cerbère : Balcons de Banyuls[14]. Parcours: 42 km, Altitude: 433 m, Dénivelé: 1 150 m.
  - Tour de Madeloc : Traversée Sud > Nord par le chemin de l'eau[15]. Parcours: 26 km, Altitude: 656 m, Dénivelé: 900 m.
  - Fort du Cap Béar : Trilogie de Port-Vendres[16]. Parcours: 26 km, Altitude: 206 m, Dénivelé: 600 m.
  - La boucle de la Tour de la Massane[17]. Parcours: 18 km, Altitude: 794 m, Dénivelé: 860 m.

### Massif des Albères
- - Château d'Ultrère par la Vallée Heureuse[18]. Parcours: 19 km, Altitude: 135 m, Dénivelé: 660 m.
  - La boucle du Col de l'Ouillat[19]. Parcours: 15 km, Altitude: 934 m, Dénivelé: 800 m.
  - Pic Neulos : par les Paraguéres[20]. Parcours: 25 km, Altitude: 1 256 m, Dénivelé: 1 150 m.

### Vallespir
- - Pic de FontFrède : Col de la Brousse[21]. Parcours: 15 km, Altitude: 1 093 m, Dénivelé: 900 m.
  - Puig de la Collada Verda : Collade des Roques Blanches et le fort Lagarde[22]. Parcours: 40 km, Altitude: 2 403 m, Dénivelé: 2 200 m.
  - Boucle de la Tour de Batère[23]. Parcours: 26 km, Altitude: 1 429 m, Dénivelé: 1 150 m.

### FenouillèdesetRibéral
- - La Serra : Falaises de Vingrau[24]. Parcours: 20 km, Altitude: 558 m, Dénivelé: 400 m.
  - Roc Paradet : En boucle par Malabrac, Campeau et le col de Lenti[25]. Parcours: 38 km, Altitude: 900 m, Dénivelé: 1 300 m.
  - La Garoutade aux Orgues d'Ille-sur-Têt[26] : Parcours: 70 km, Altitude: 220 m, Dénivelé: 2 250 m.

### Conflent
- - Col de Portus : Par Jujols et le Cami Ramader[27]. Parcours: 35 km, Altitude: 1 769 m, Dénivelé: 1 200 m.
  - Citerne Vauban : Single de Villefranche[28] Parcours: 16 km, Altitude: 793 m, Dénivelé: 525 m.
  - Col des Voltes : Boucle par Balatg[29]. Parcours: 20 km, Altitude: 1 838 m, Dénivelé: 1 070 m.
  - Crête du Barbet : Par les Cortalets[30]. Parcours: 48 km, Altitude: 2 712 m, Dénivelé: 2 600 m.
  - Pla del Cambra d'Ase : Boucle par St Pierre dels Forcats et la vallée de Planès[31]. Parcours: 25 km, Altitude: 1 939 m, Dénivelé: 800 m.
  - Pla Guillem : Col de Jou et la Collade de la Roquette[32]. Parcours: 30 km, Altitude: 2 301 m, Dénivelé: 1 550 m.

### Cerdagne
- - Chapelle Santa Maria de Belloc : Boucle Llivia, Targasonne et Dorres[33]. Parcours: 35 km, Altitude : 1 685 m, Dénivelé: 1 000 m.
  - Font-Romeu : Site VTT de la Fédération française de cyclisme[34]. Parcours : 20 km, Altitude: 1 755 m, Dénivelé: 500 m.
  - Pic de Figuéma : Descente du Train Jaune[35]. Parcours: 26 km, Altitude: 2 032 m, Dénivelé: 1 600 m.
  - Pic de Finestrelles : Col de Finestrelles et la vallée d’Eyne[36]. Parcours: 26 km, Altitude: 2 827 m, Dénivelé : 1 550 m.
  - Pic de les Neu Fonts : Traversée Conflent > Cerdagne par la crête[37]. Parcours: 45 km, Altitude: 2 861 m, Dénivelé : 2 600 m.
  - Puigmal d'Err : Boucle par la Borne 504 et le Col de Finestrelles[38]. Distance: 60 km, Altitude: 2 910 m, Dénivelé: 2 400 m.

### Capcir
- - Col des Pérics : Boucle par la Balmeta et le Lac d'Aude[39]. Parcours: 30 km, Altitude: 2 608 m, Dénivelé: 1 400 m.
  - Col de Sansa : Du Capcir aux Garroxtes[40]. Parcours: 35 km, Altitude: 1 775 m, Dénivelé: 1 000 m.
  - Col de Sansa : Boucle par les Cols de Creu, del Torn et de la Quillane[41]. Parcours: 45 km, Altitude: 1 775 m, Dénivelé: 1 150 m.
  - Etangs des Camporells : Boucle par la Serra de Maury[42]. Parcours: 45 km, Altitude: 2 240 m, Dénivelé: 1 400 m.
  - Etangs des Camporells : Boucle par le vallon de la Muntanyeta[43]. Parcours: 26 km, Altitude: 2 240 m, Dénivelé: 1 100 m.
  - Madres : Circuit par le versant Ouest[44]. Parcours: 28 km, Altitude: 2 469 m, Dénivelé: 1 100 m.
  - Madres : Du Capcir au Carcanet[45]. Parcours: 40 km, Altitude: 2 469 m, Dénivelé: 1 600 m.
  - Pic de Ginebre : Boucle depuis Fontrabiouse[46]. Parcours: 23 km, Altitude: 2 382 m, Dénivelé: 1 000 m.
  - Pic de Mortiers : Boucle par les Camporells et la vallée du Galbe[47]. Parcours: 32 km, Altitude: 2 605 m, Dénivelé: 1 400 m.
  - Pic del Pam : Boucle par les Camporells[48]. Parcours: 35 km, Altitude: 2 470 m, Dénivelé: 1 200 m.